# مولبری
مولبری (انگلیسی: Mulberry) شرکت خرده‌فروشی پوشاک بریتانیایی است، که در سال ۱۹۷۱ توسط راجر سال تأسیس شد.